# Andrew August
Andrew „AJ“ August (* 12. Oktober 2005 in Pittsford (Town, New York)) ist ein US-amerikanischer Radrennfahrer.

## Sportlicher Werdegang
Bereits in seinem ersten Jahr als Junior machte August durch den Gewinn einer Etappe bei der Watersley Junior Challenge im Rahmen des UCI Men Juniors Nations’ Cup sowie der Nachwuchswertung mehrerer Rundfahrten auf sich aufmerksam. Anfang 2023 wurde er bereits in ein Trainingscamp von Ineos Grenadiers eingeladen. Im Verlauf der Saison 2023 folgten mehrere Siege, unter anderem sicherte er sich mit dem Gewinn der beiden Bergankünfte bei der Ain Bugey Valromey Tour auch die Gesamtwertung. Neben weiteren Erfolgen bei nationalen Rennen wurde er 2023 Juniorenmeister im Einzelzeitfahren. Bis zur Saison 2022/2023 startete er auch regelmäßig im Cyclocross und nahm an Weltmeisterschaften und Weltcup teil, im Dezember 2022 wurde er US-amerikanischer Juniorenmeister im Cyclocross.
Mit dem Sprung in die U23 war zunächst der Wechsel zum U23-Nachwuchsteam Hagens Berman Axeon vorgesehen, jedoch erhielt August direkt einen Vertrag beim UCI WorldTeam Ineos-Grenadiers ab der Saison 2024. Das beste Ergebnis für sein neues Team war der siebte Gesamtrang bei der Czech Tour 2024.

## Erfolge
2022
- US-Meister (Junioren) – Cyclocross
- Nachwuchswertung Vuelta Junior a la Ribera del Duero
- Nachwuchswertung Oberösterreich Juniorenrundfahrt
- eine Etappe Watersley Junior Challenge
- Nachwuchswertung La Ronde Des Vallées

2023
- US-Meister (Junioren) – Einzelzeitfahren
- Gesamtwertung und zwei Etappen Ain Bugey Valromey Tour
- eine Etappe SPIE Internationale Juniorendriedaagse
- Grand Prix West Bohemia